# Georg Eliassen

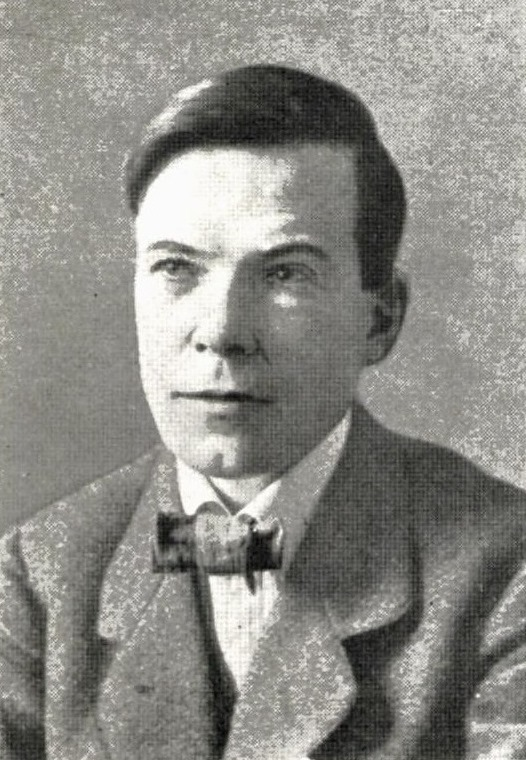
Georg Eliassen

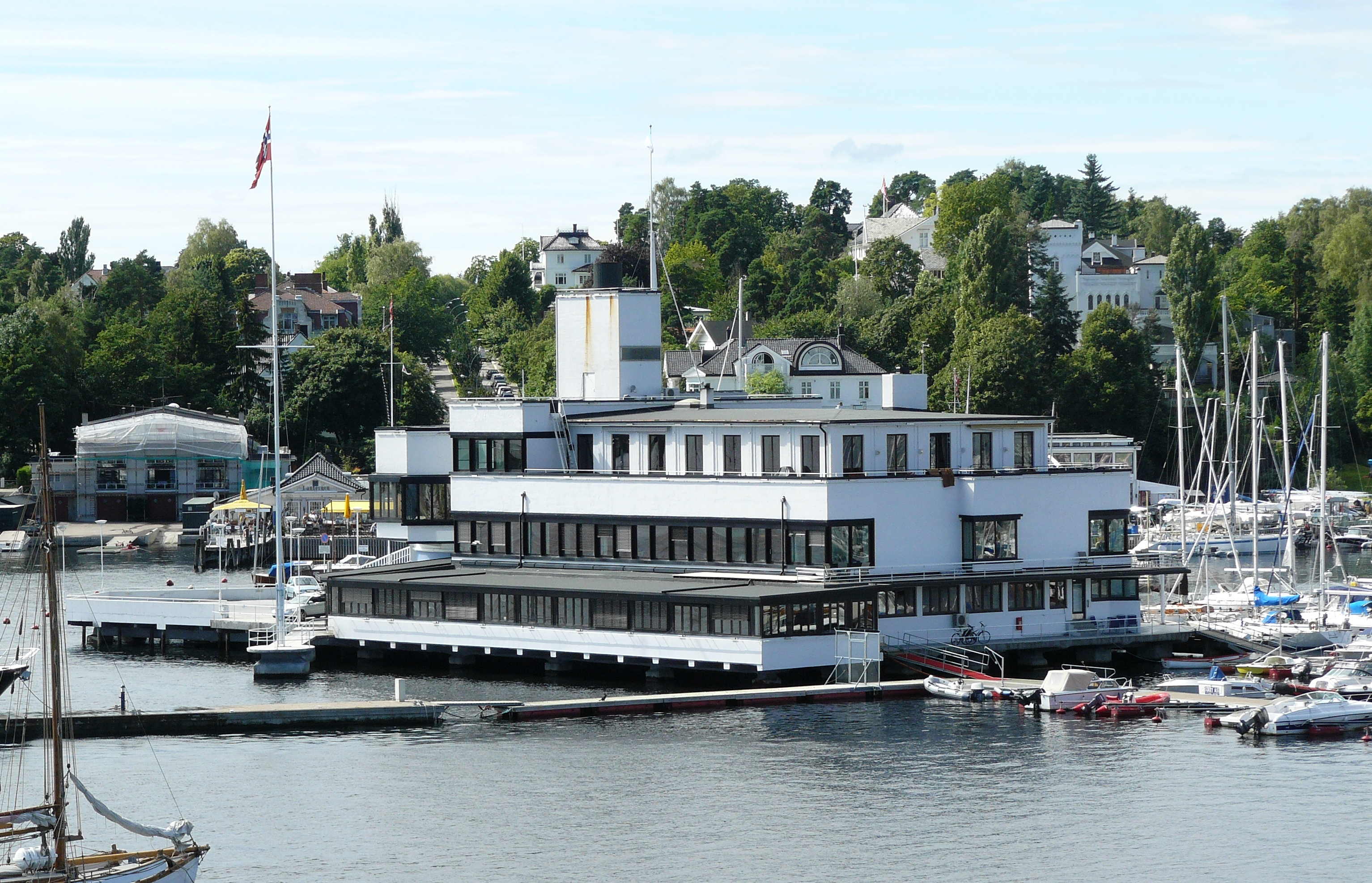
“Dronningen“ (1931), klubblokal i Oslo.

Georg Eliassen, född 1 juli 1880 i Oslo, död 24 december  1964 i Oslo, var en norsk arkitekt. 
Eliassen fick sin utbildning till byggnadsingenjör vid Kristiania tekniske skole (numera Oslo ingeniørhøgskole) och vid  Kungliga tekniska högskolan i Stockholm. Mellan 1907 och 1914 var han arkitektassistent hos den svenske arkitekten Ragnar Östberg, och arbetade bland annat med Stockholms stadshus. Östberg och Eliassen hade tidigare samarbetat med Östra real och Rådhusförslaget och var goda vänner. Gällande Stadshuset kom han mest att arbeta med murningsarbeten och trappor.
När Eliassen lämnade Östbergs arkitektkontor i maj 1914 gick han samman med landsmannen Andreas Bjercke, som också tidigare hade arbetet hos Östberg. De bildade i Oslo en gemensam arkitektfirma, “Bjercke og Eliassen”, som blev ett av Norges mest erkända arkitektkontor under 1900-talets första hälft.